# Autoroutes Paris-Rhin-Rhône
 (juin 2018).
Si vous disposez d'ouvrages ou d'articles de référence ou si vous connaissez des sites web de qualité traitant du thème abordé ici, merci de compléter l'article en donnant les références utiles à sa vérifiabilité et en les liant à la section « Notes et références ».
Autoroutes Paris-Rhin-Rhône (APRR) est l’une des sociétés chargées de l’exploitation d’un réseau autoroutier français. Depuis le 20 février 2006, date de sa privatisation par l'État français, APRR appartient au consortium Eiffarie (composé d’Eiffage et de Macquarie, une banque d'investissement australienne).
APRR est le deuxième groupe autoroutier en France et le quatrième en Europe.
La date d'expiration de sa concession autoroutière en France est fixée au 30 novembre 2035.

## Historique
La société est née en 1961 avec la création de la Société de l'autoroute Paris-Lyon. La liaison complète entre Paris et Lyon (455 km) est mise en service en 1971.
En 1975, la SAPL devient la SAPRR, Société des autoroutes Paris-Rhin-Rhône.
En 1995, un « contrat de plan » est signé avec l'État pour la période 1995-1999.
Une partie du capital est mise en bourse en novembre 2004 ; cependant, l'État est resté majoritaire.
Le 14 décembre 2005, le gouvernement français annonce son intention de céder la totalité de ses actions dans le groupe APRR à un consortium composé d’Eiffage et de Macquarie, une entreprise australienne. Cette cession devient effective le 20 février 2006 quand Eiffarie acquiert une part de 81,49 % et échoue dans le delisting[Quoi ?], le solde étant détenu par des hedge funds refusant d'apporter pour une question de prix[pas clair]. APRR est en effet comme tous les opérateurs autoroutiers français très rentable (plus de 60 % de marge d'EBITDA[Quoi ?]) et distribue d'importants dividendes.
En 2008, le député français Arnaud Montebourg rejoint le conseil d'administration de la société. La croissance du trafic sur le réseau APRR ralentit pour la première fois. Eiffarie lance une OPR (offre publique de retrait) en 2010, bloquée par un recours d'Arnaud Montebourg. L'AMF autorise toutefois cette OPR en décembre 2012.
En 2019, le groupe APRR crée sa propre enseigne de stations-service, « Fulli », mettant l’accent sur des carburants à prix bas ; la première station est inaugurée en avril 2019 sur l'aire de Dracé de l'autoroute A6, au nord de Lyon.
En janvier 2023, le groupe lance sa marque de services de mobilité Fulli pour « faire vivre le meilleur du voyage » à ses clients.

### Sa marque de services de mobilité Fulli

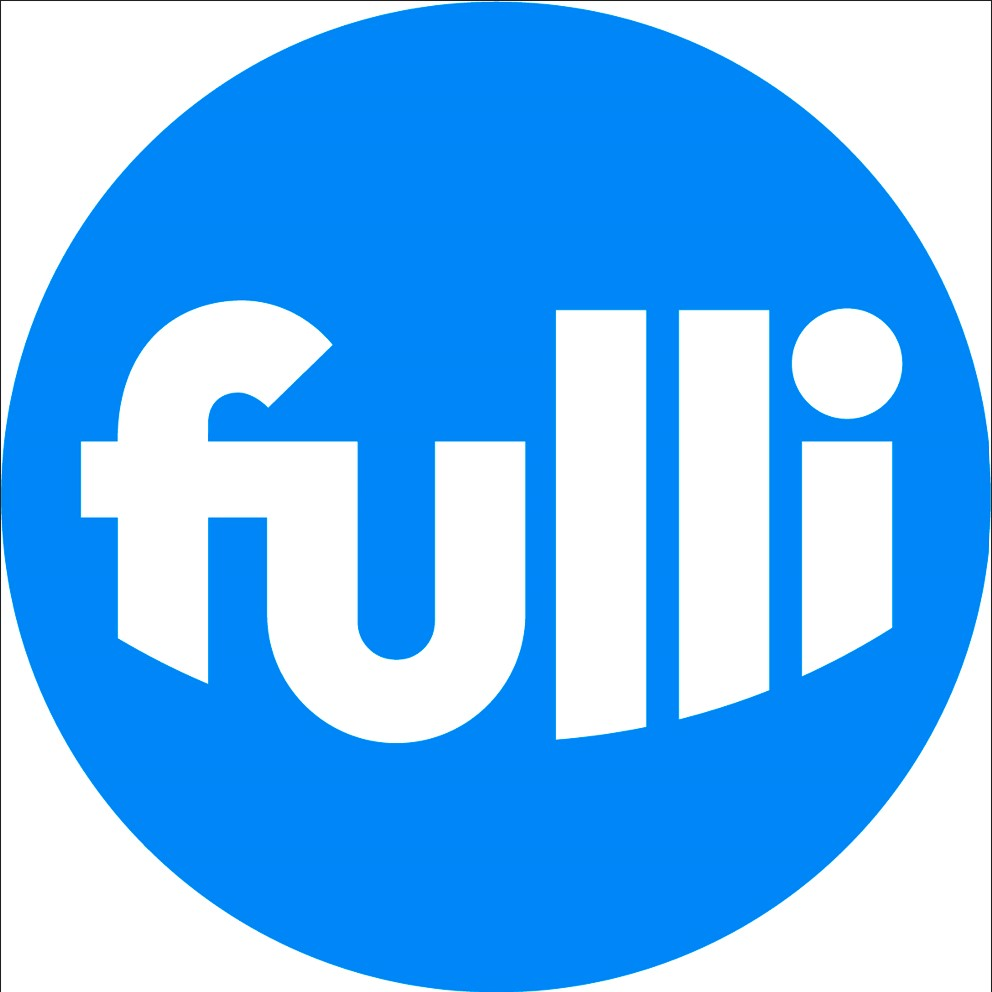
Logo de la marque de services de mobilité Fulli.

En janvier 2023, le groupe APRR lance Fulli, sa marque de services de mobilité. Fulli regroupe désormais tous ses services de mobilités tels que la vente de badge Télépéage, les cartes de recharge électrique, les stations-services ainsi que ses services connectés comme l’Appli Fulli.
Fulli propose à ses clients diverses offres de Télépéage comme l’offre Fulli Nomade + qui permet aux voyageurs détenteurs de ce badge de circuler partout sur les autoroutes françaises, portugaises, espagnoles et italiennes. Ce badge permet aussi de payer dans plus de 1000 parkings « t » dans ces pays. Elle commercialise également des cartes de recharge électrique pour permettre à ses clients d'accéder au plus grand réseau de bornes de recharge électrique en France et au-delà[évasif].

### Identité visuelle (logotype)
Le logotype actuellement utilisé est dérivé de celui du groupe de construction Eiffage dont le libellé est remplacé par la mention APRR.

Ancien logo.
Logo actuel.

## Les réseaux APRR et AREA
Le groupe gère, en incluant la partie ADELAC, 2 323 km de réseau concédé, soit 25 % du réseau autoroutier concédé français.

### Le réseau APRR
Long de 1 883 kilomètres, le réseau exploité par APRR s'étend sur un vaste triangle dans le Centre-Est de la France. Il relie la région parisienne, la région Champagne-Ardenne, la Franche-Comté, la Bourgogne, la Lorraine, l'Alsace et la région Rhône-Alpes entre elles. Il dessert également la région Auvergne où son réseau est isolé.
Le siège d'APRR est situé à Saint-Apollinaire, dans la banlieue de Dijon en Bourgogne.
La société gère les autoroutes suivantes :
- l'A5, y compris les autoroutes A5a et A5b, jusqu'au raccordement avec la RN 104 ;
- l'A6, héritage de la Société de l'autoroute Paris-Lyon, dans sa partie concédée entre Lisses et Limonest ;
- l'A19, dans la partie entre l'autoroute A5 et l'autoroute A6, au-delà, son exploitation est confiée à la société Arcour ;
- l'A26, de son raccordement à l'autoroute A5 et sur une dizaine de kilomètres dans la traversée de Troyes, au-delà, son exploitation est confiée à la société Sanef ;
- l'A31, dans toute sa partie concédée, entre Gye et Beaune, le reste de l'autoroute étant gratuit jusqu'à la frontière avec le Luxembourg ;
- l'A36, dans toute sa partie concédée entre son raccordement à l'autoroute A31 et la sortie 16 à Mulhouse ;
- l'A38, sur une courte section entre le raccordement à l’autoroute A6 et l’échangeur no 24 de Pouilly-en-Auxois ;
- l'A39, dans son intégralité (de son raccordement à la RN 274 à son raccordement avec l'A40) ;
- l'A40, partiellement entre le raccordement à l'autoroute A6 et jusqu'à l'échangeur 9 des Neyrolles ; au-delà, l'exploitation est confiée à la société ATMB ;
- l'A42, dans toute sa partie concédée entre Miribel (nœud des Îles A46/RN346/A42) et le raccordement avec l'autoroute A40 ;
- l'A46, dans sa partie concédée entre Villefranche-sur-Saône et Rillieux-la-Pape (point de raccordement avec la rocade est de Lyon et avec l'A42) ; le reste de la section au-delà de Chassieu est concédé à la société ASF ;
- l'A71, dans sa partie concédée entre l’échangeur no 7 de Bourges (non inclus) et Clermont-Ferrand ; le reste de la concession est attribué à la société Cofiroute;
- l'A75, qui relie Clermont-Ferrand à Le Crest ;
- l'A77, dans toute sa partie concédée, le reste étant pris en charge par la direction interdépartementale des Routes (y compris le tronçon de la RN 7 en cours de reclassement) ;
- la liaison A89 - A6, entre La Tour-de-Salvagny et Limonest ;
- l'A404, dans toute sa partie concédée entre le raccordement à l'A40 et Oyonnax ;
- l'A406, dans son intégralité (de la RN 79 à l'A40 au sud-est de Mâcon) depuis le 7 mars 2011 ;
- l'A432, entre son raccordement à Saint-Laurent-de-Mure au réseau AREA (A43/A432) et le raccordement à l'A46 aux Échets ;
- l’A466, reliant l'A46 nord et l'A6 (4 km) ;
- l'A714 (Montluçon), entre Saint-Victor et Bizeneuille (ancien échangeur no 10) en remplacement de la route nationale 145, portion de la route Centre-Europe Atlantique (RCEA) depuis juin 2011 ;
- l'A719, desserte de l’agglomération de Vichy depuis 1997 (prolongement Gannat-Vichy mis en service depuis le 9 janvier 2015).

APRR gère également le tunnel Maurice-Lemaire qui traverse le massif vosgien d'est en ouest en son milieu.

### Le réseau AREA
AREA exploite les 429 kilomètres d’autoroutes transalpines. Le siège social d'AREA se situe à Bron, à l'extrémité ouest de l'A43 ; il est visible depuis le bord de l'autoroute.
La société gère les autoroutes suivantes :
- l'A41 (parties nord et sud), entre les raccordements à l'A40 à La Roche-sur-Foron (au sud-est de Genève) et la route nationale 201 pour la partie nord et entre l'A43 et à la route nationale 90 à Meylan (banlieue de Grenoble) pour la partie sud. Le consortium Adelac a prolongé l'autoroute A41 d’environ 20 km entre Annecy et Genève. Quatre nouveaux viaducs et un tunnel (sous le mont Sion[Où ?]) long de trois kilomètres a été construit ; l'ancienne section entre Allonzier-la-Caille et l'A40 a été renommée en A410 ;
- l'A43, dans sa partie concédée entre le boulevard périphérique de Lyon (D383 ex-route nationale 383) et jusqu'à la RN 201 à Chambéry, puis de nouveau de la RN 201 à la concession SFTRF à l'échangeur 24 d'Aiton ;
- l'A430, entre son raccordement avec l'A43 et Albertville ;
- l'A48, dans sa partie concédée entre le raccordement à l'A43 à Bourgoin-Jallieu et Saint-Égrève où elle se raccorde à l'A480, ou continue vers Grenoble ;
- l'A480, qui relie Saint-Egrève à Claix ;
- l'A49, de son raccordement avec l'A48 jusqu'à son raccordement avec la route nationale 532 à Bourg-de-Péage ;
- l'A51, dans sa partie concédée entre Grenoble et le col du Fau.

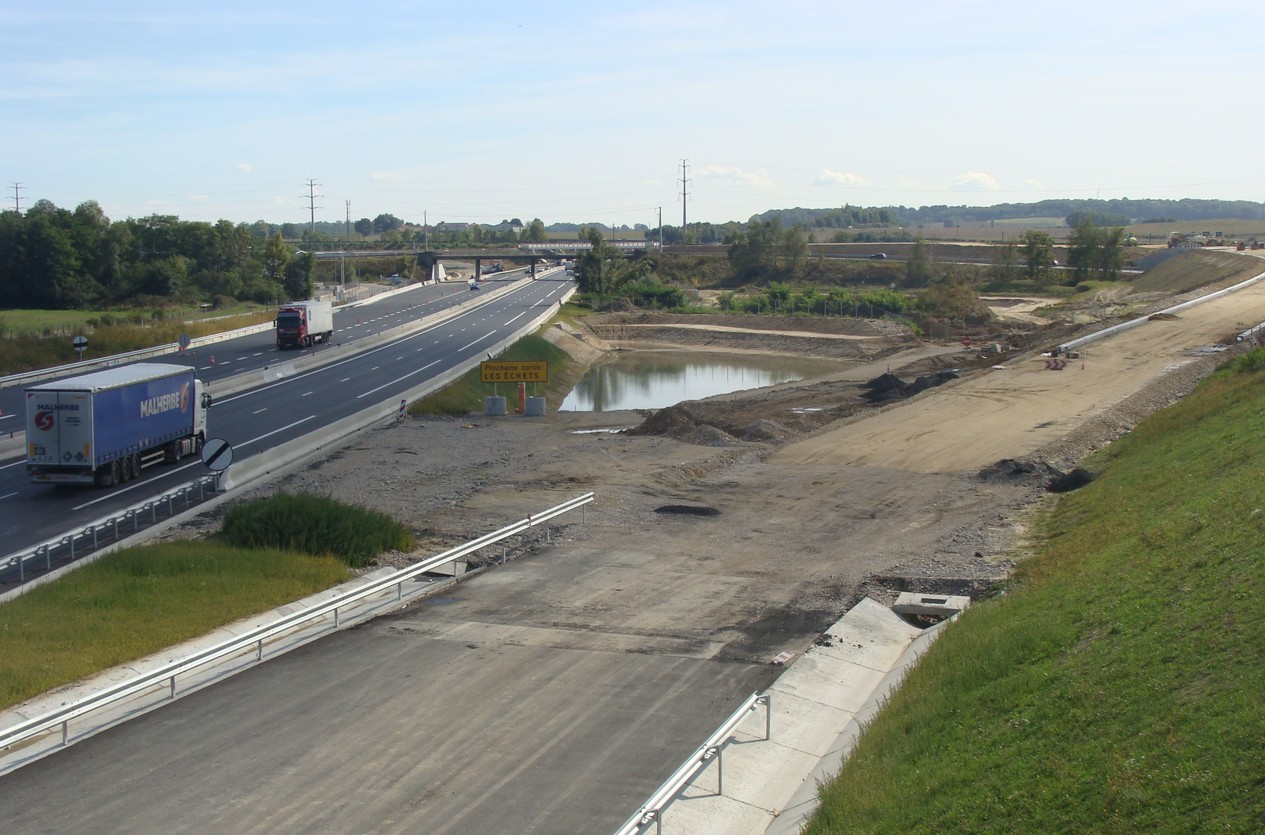
Le chantier du raccordement A46 / A432 aux Échets (automne 2010).

### Réseau en construction
- L’A43 est élargie entre Coiranne et Chambéry.
- La RN 79 est mise au gabarit autoroutier sur une longueur de 88 km entre l'A71 à Montmarault (Allier) et Digoin (Saone-et-Loire), et sera renommée « A79 ». Elle se situera sur le tronçon central de la RCEA. Le projet est estimé à 506 millions d'euros[4].

### Opérations du plan de relance autoroutier
Un « plan de relance autoroutier » est signé par l'État français et les sociétés concessionnaires, pour un montant de 3,2 milliards d'euros en avril 2015. Dans ce cadre, APRR s'engage à investir 719 millions d'euros afin de financer les opérations suivantes :
- près de Clermont-Ferrand, une portion de 11 km de l’A75 doit être élargie à « deux fois trois voies » au sud du raccordement avec l'A711. Cet élargissement va assurer une continuité avec l'A71 déjà élargie en 2014 et le désengorgement de l'accès sud de l'agglomération clermontoise ;
- l'autoroute urbaine A480 doit être élargie à « trois voies » sur 7 km afin d'améliorer la fluidité du trafic au sein de l’agglomération grenobloise. Des aménagements sont également prévus sur 15 km pour limiter les nuisances sonores, favoriser la mobilité et garantir un meilleur respect de l'environnement ;
- au niveau de Mâcon, la N79 doit être élargie en « deux fois deux voies » au niveau du raccordement à l'A406. Cet aménagement sur un tronçon de 2 km va améliorer la continuité entre l’autoroute et la nationale en rendant le passage de l'une à l'autre plus fluide et plus sûr ;
- près de Montmarault, un nœud autoroutier doit être créé entre l'A71 et la RN79, et 4,5 km de la RN79 doivent être élargis à « deux fois deux voies ». Cet aménagement permettra de fluidifier et de sécuriser la jonction entre ces deux axes majeurs ;
- près de Belfort, le diffuseur no 11 entre l’autoroute A36 et la N1019 doit être reconstruit au nord de l’échangeur actuel, pour permettre de fluidifier et sécuriser la jonction entre les deux voies et faciliter l’insertion des véhicules sur l'autoroute.

## Communication

### Activité de lobbying
Pour l'année 2017, APRR déclare à la Haute Autorité pour la transparence de la vie publique exercer des activités de lobbying en France pour le compte d'AREA (filiale d'APRR), Adelac (filiale d'AREA) et la compagnie Eiffage du viaduc de Millau, pour un montant qui n'excède cependant pas dix mille.
APRR est membre de l'Association des sociétés françaises d'autoroutes.